# 佳能 EOS R7
佳能 EOS R7 是佳能于 2022 年 5 月 24 日推出的一款APS-C画幅无反相机。属于 EOS R 系列。与机型 EOS R10 同步推出。该机型面向摄影爱好者及进阶创作者。它采用约 3250 万有效像素的APS-C画幅全像素双核 CMOS 图像感应器及DIGIC X 数字影像处理器。常用感光度达到 ISO 100-32000，可扩展至 ISO 51200。

## 技术规格

### 连拍性能[4]
电子快门下最高连拍速度可达约 30 张 / 秒，机械快门下最高约 15 张 / 秒。

### 对焦技术
搭载深度学习技术，搭载佳能第二代全像素双核 CMOS AF，可检测人物、动物（如狗、猫、鸟）以及赛车运动中的两轮或四轮车辆，对焦区域在搭配部分兼容镜头时，追踪状态下可覆盖图像感应器最大约 100%×100%（水平 × 垂直）的面积，能精准识别并追踪被摄体。

### 视频拍摄
支持无裁切 4K 60P、7K 超采样 4K 30P 高画质以及裁切 4K 60P 多种记录模式及全高清 119.88P/100.00P 高帧频及基于 Canon Log 3、HDR PQ 的 HDR 短片。